# Kalsoy

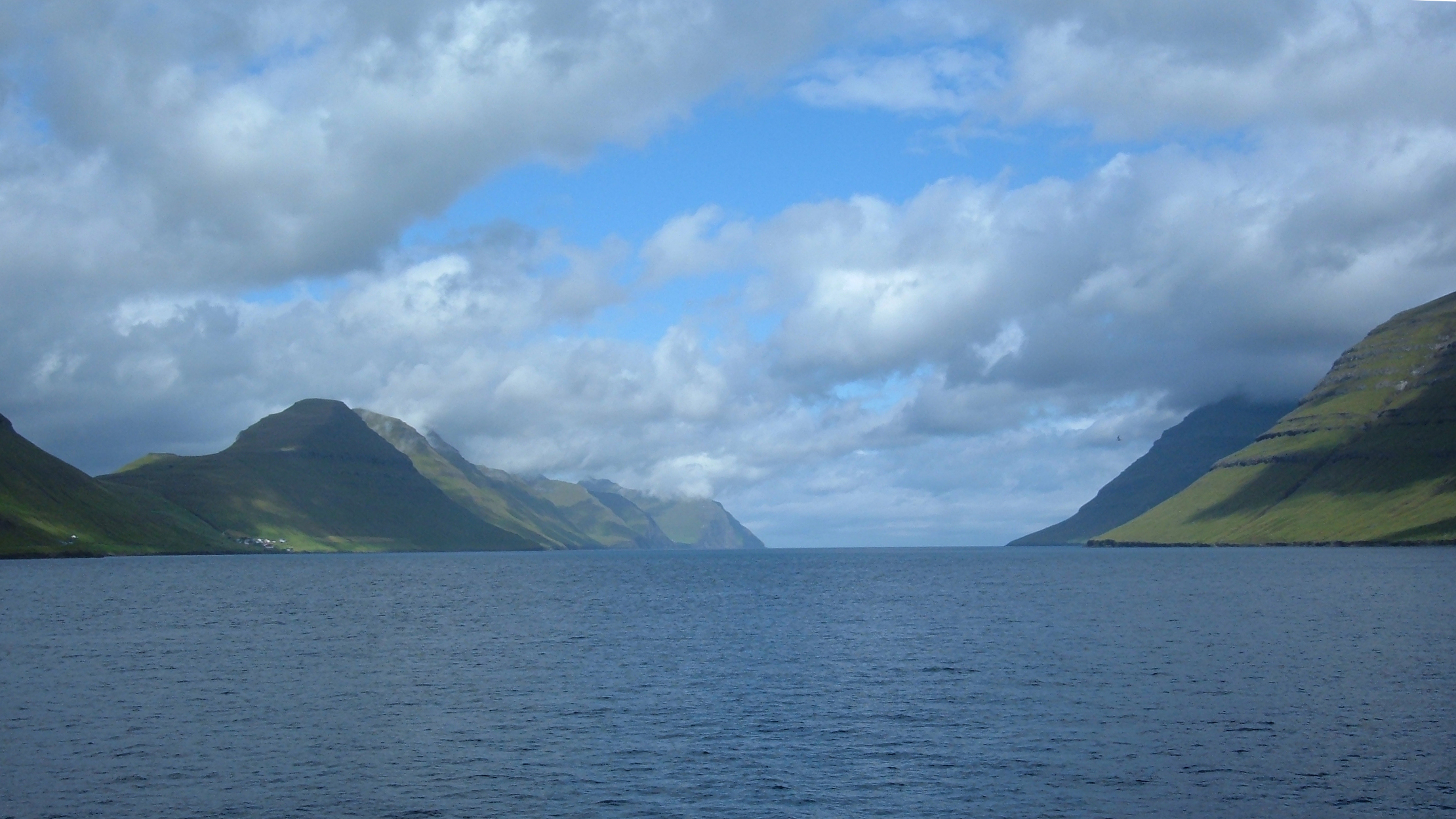
Il fiordo Kalsoyarfjørður: le isole nella foto sono Kalsoy (a sinistra) e Kunoy (a destra)

Kalsoy (letteralmente “isola degli uomini”, in danese Kalsø) è un'isola situata a nord-est nell'arcipelago delle Isole Fær Øer tra Eysturoy e Kunoy. Ha una superficie complessiva 30,6 km², con complessivi 76 abitanti al 2016. È l'isola dell'arcipelago che vanta il maggior rapporto lunghezza/larghezza.

## Geografia
La costa occidentale presenta scogliere molto ripide per l'intera lunghezza dell'isola, mentre le dolci vallate sul versante orientale hanno favorito lo sviluppo di quattro piccoli insediamenti urbani: Húsar, Mikladalur, Syðradalur e Trøllanes, per una popolazione totale di circa 150 abitanti. Questi piccoli villaggi sono collegati tra loro da una strada parzialmente asfaltata, che presenta anche quattro tunnel non illuminati.
La forma allungata dell'isola e questi tunnel stradali hanno contribuito a far soprannominare l'isola il flauto. L'isola possiede un faro alla sua estremità settentrionale, chiamato Kallur.
L'isola appartiene amministrativamente al comune di Klaksvík.

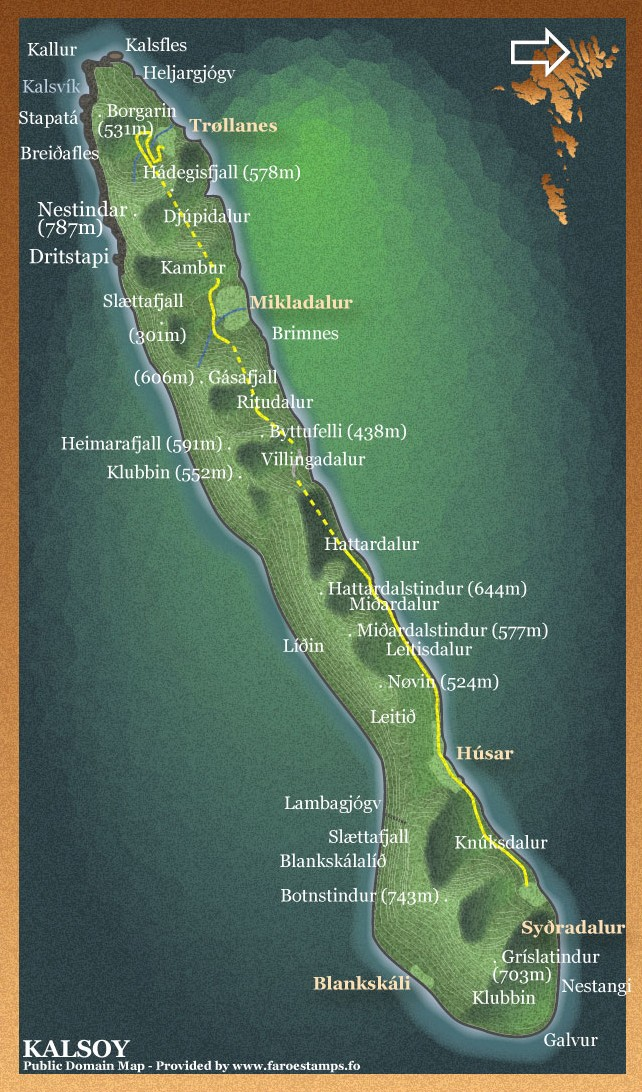
Isola di Kalsoy, mappa delle località e delle alture

### Orografia
L'isola presenta 13 montagne o rilievi:

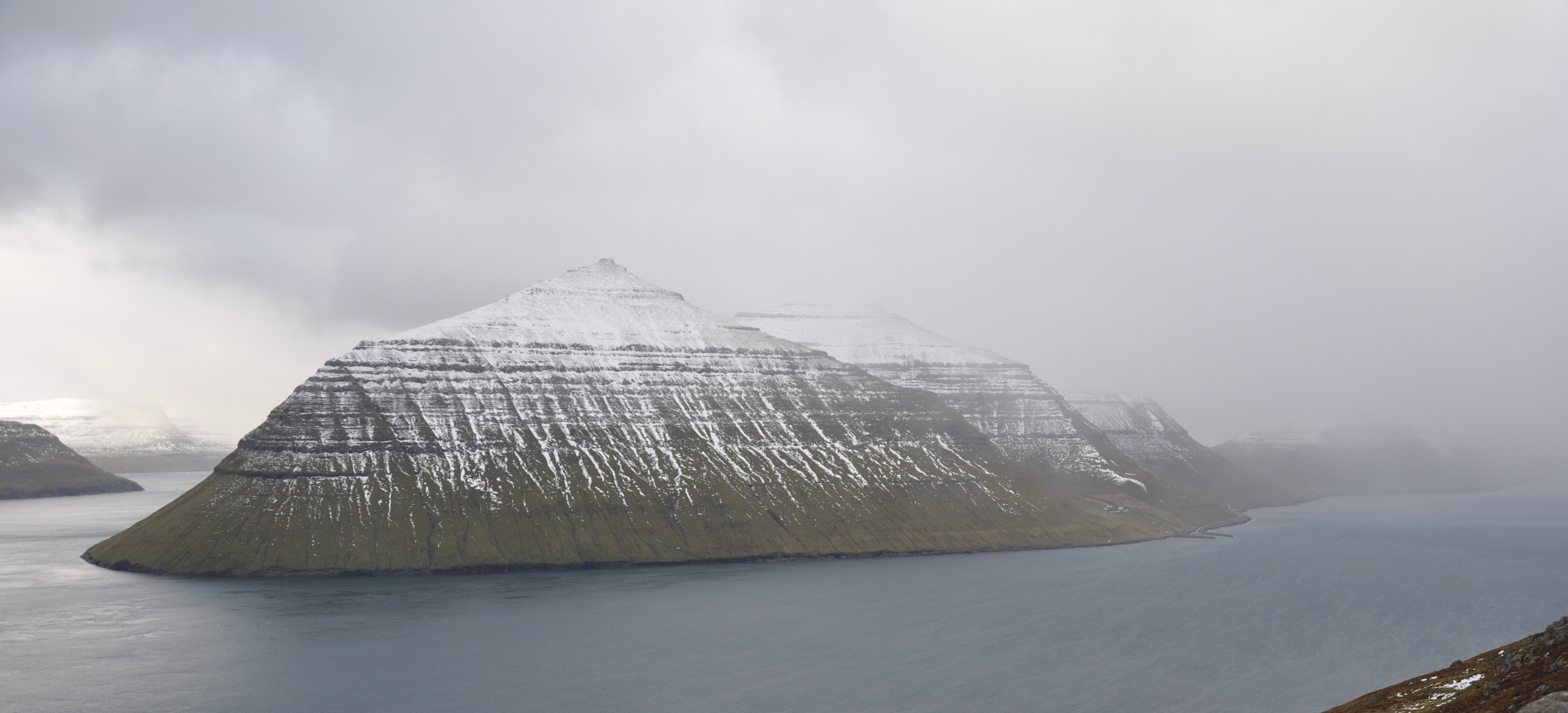
In primo piano il monte Gríslatindur, 700 metri; sulla destra s'intravede il villaggio di Syðradalur

| Nome             | Altezza |
| ---------------- | ------- |
| Nestindar        | 788 m   |
| Botnstindur      | 743 m   |
| Gríslatindur     | 700 m   |
| Hattardalstindur | 644 m   |
| Gásafjall        | 606 m   |
| Heimarafjall     | 591 m   |
| Miðardalstindur  | 579 m   |
| Hádegisfjall     | 576 m   |
| Klubbin          | 551 m   |
| Borgarin         | 537 m   |
| Nøv              | 524 m   |
| Slættafjall      | 500 m   |
| Byttufelli       | 439 m   |

## Collegamenti
Alcuni traghetti sbarcano a Syðradalur, mentre la nave postale (chiamata Sam) presta regolare servizio tra Klaksvík e gli insediamenti dell'isola. Si può percorrere l'intera strada fino al faro di Kallur, all'estremo nord dell'isola, anche se è preferibile prendere con sé una torcia elettrica a causa dei quattro tunnel non illuminati. D'altra parte, il traffico è abbastanza scarso da non avere problemi legati all'inquinamento dovuto ai gas di scarico.
Il tunnel più settentrionale che raggiunge Trøllanes è molto stretto, freddo, umido e lungo più di 2 km; inoltre, esso è scarsamente utilizzato dai veicoli dal momento che la popolazione di Trøllanes è costituita solo da 20 persone. Esiste una strada alternativa al tunnel che collega Mikladalur a Trøllanes; è però pericolosa, in quanto molto ripida ed è quindi preferibile evitarla.
Esiste anche un servizio di autobus tra Húsar e Trøllanes.

## Leggende
Vi sono molte leggende legate all'isola di Kalsoy. La più famosa è la Leggenda di Selkie o donna-foca di Mikladalur.
Il folklore tradizionale delle isole Fær Øer racconta come alla dodicesima notte, le foche emergessero dal mare, si strappasero le loro pelli e diventassero in questo simili agli esseri umani danzando sulla spiaggia. Ma prima del sorgere del sole, dovevano rimettersi la loro pelle di foca per tornare nel mare.
Una notte, tuttavia, un contadino di Mikladalur rubò la pelle di una bellissima donna-foca, la quale non poté così fare ritorno nel mare dal suo compagno e dai suoi cuccioli. Perciò, fu costretta a sposare il contadino e diede alla luce alcuni bambini. Egli aveva chiuso a chiave la sua pelle di foca in una grossa cassa, insieme a tutti i suoi averi più preziosi in modo che lei non potesse più lasciarlo. Il contadino, per maggiore sicurezza, teneva sempre la chiave della cassa appesa al collo.
Ma un giorno, mentre era fuori a pescare, il contadino si accorse di aver dimenticato a casa la chiave della cassa. Tornò quindi di fretta a casa, ma, una volta arrivato, non trovò la sua donna-foca; inoltre, prima di andarsene, lei aveva spento il braciere e nascosto tutti i coltelli per proteggere i suoi bambini dall'eventuale ira dell'uomo.
Più tardi, la notte precedente alla consueta mattanza delle foche, il contadino sognò la donna-foca che le implorava di non uccidere il suo compagno (chiamato il Difensore della Scogliera delle Foche) e i loro cuccioli. Il contadino non diede ascolto a questo sogno e la vendetta della donna-foca fu terribile: mentre il contadino banchettava durante la festa della mattanza, la donna-foca stessa, con le sembianze di un mostro, entrò nella sua fattoria facendo una profezia di vendetta: tanti uomini sarebbero morti cadendo dalle scogliere , o affogati, fin quando non si sarebbe raggiunto un numero sufficiente di persone in grado di circondare, mano nella mano, tutta l'isola di Kalsoy.
Questa profezia è stata seriamente presa in considerazione, non solo nell'isola di Kalsoy ma in tutte le isole Fær Øer. Nel tempo infatti svariati incidenti mortali del genere sono avvenuti, a Kalsoy ma non solo. I discendenti delle "donne-foca" sono ancora conosciute nel Paese per alcune caratteristiche, specialmente per le loro piccole dita.